# ダテテンリュウ
ダテテンリュウとは日本の競走馬である。1959年啓衆社賞年度代表馬・ウイルデイール（おもな勝ち鞍：皐月賞）の代表産駒で、1970年に行われた第31回菊花賞の優勝馬である。現役時代の主戦騎手は宇田明彦。

## 略歴

### 競走馬時代
1969年12月7日、宇田明彦を鞍上にデビュー戦を勝利したダテテンリュウは、次に出走した特別戦も勝ち、2戦2勝で3歳シーズンを終えた。
こうして迎えた1970年のクラシックシーズンであったが、3勝目に手間取り皐月賞には間に合わず、NHK杯3着（勝ち馬・アローエクスプレス）から挑んだダービーも、タニノムーティエの2着に屈する結果となった。次に出走した毎日杯では単勝1番人気に応えて優勝した。
秋に入り、タニノムーティエがアクシデントにより体調を崩した結果、菊花賞には関西の主軸として単勝2番人気での挑戦となった。中団でスタミナを温存したダテテンリュウは最後の直線で鋭く伸び、アローエクスプレス（1番人気9着）らを相手に優勝。1968年はダテホーライが三強の一頭アサカオーの2着、1969年はダテハクタカが夏に急成長を遂げたアカネテンリュウの3着と2年連続で惜敗に終わったダテ一族にとって、悲願のクラシックタイトル・菊花賞制覇であった。
こうして悲願成就を果たしたダテテンリュウであったが、次に出走した有馬記念3着（勝ち馬・スピードシンボリ）や翌年のマイラーズカップ2着（勝ち馬・トウメイ）以外はたいした見せ場を作れず、故障続きにも泣かされたために勝ち鞍を挙げることなく1973年10月27日のオープン戦5着を最後に引退となった。

### 引退後
引退したダテテンリュウは、生まれ故郷の伊達牧場で種牡馬生活を始めたが、繁殖相手に恵まれず静内のビッグレッドファームに移動。この地で岡田繁幸夫人・岡田美佐子に看取られる形で、1977年年明け早々の昼下がりに心臓発作のために急死した。

## 血統表
| ダテテンリュウの血統（ダークロナルド系／5代内アウトブリード） | ダテテンリュウの血統（ダークロナルド系／5代内アウトブリード） | ダテテンリュウの血統（ダークロナルド系／5代内アウトブリード） | （血統表の出典）        | （血統表の出典） |
| 父 ウイルデイール 1956 青鹿毛 日本                            | 父の父Wilwyn 1948 鹿毛 イギリス                               | Pink Flower                                                   | Oleander                | Oleander         |
| 父 ウイルデイール 1956 青鹿毛 日本                            | 父の父Wilwyn 1948 鹿毛 イギリス                               | Pink Flower                                                   | Plymstock               |                  |
| 父 ウイルデイール 1956 青鹿毛 日本                            | 父の父Wilwyn 1948 鹿毛 イギリス                               | Saracen                                                       | Donatello               | Donatello        |
| 父 ウイルデイール 1956 青鹿毛 日本                            | 父の父Wilwyn 1948 鹿毛 イギリス                               | Saracen                                                       | Lovely Rosa             |                  |
| 父 ウイルデイール 1956 青鹿毛 日本                            | 父の母*メードンスグリーン Maidens Green 1946 鹿毛 イギリス    | Straight Deal                                                 | Solario                 | Solario          |
| 父 ウイルデイール 1956 青鹿毛 日本                            | 父の母*メードンスグリーン Maidens Green 1946 鹿毛 イギリス    | Straight Deal                                                 | Good Deal               |                  |
| 父 ウイルデイール 1956 青鹿毛 日本                            | 父の母*メードンスグリーン Maidens Green 1946 鹿毛 イギリス    | Windsor Lady                                                  | Beresford               | Beresford        |
| 父 ウイルデイール 1956 青鹿毛 日本                            | 父の母*メードンスグリーン Maidens Green 1946 鹿毛 イギリス    | Windsor Lady                                                  | Resplendent             |                  |
| 母 第四サンキスト 1956 鹿毛 日本                              | 母の父トサミドリ 1946 鹿毛 日本                               | *プリメロ Primero                                             | Blandford               | Blandford        |
| 母 第四サンキスト 1956 鹿毛 日本                              | 母の父トサミドリ 1946 鹿毛 日本                               | *プリメロ Primero                                             | Athasi                  |                  |
| 母 第四サンキスト 1956 鹿毛 日本                              | 母の父トサミドリ 1946 鹿毛 日本                               | *フリッパンシー Flippancy                                     | Flamboyant              | Flamboyant       |
| 母 第四サンキスト 1956 鹿毛 日本                              | 母の父トサミドリ 1946 鹿毛 日本                               | *フリッパンシー Flippancy                                     | Slip                    |                  |
| 母 第四サンキスト 1956 鹿毛 日本                              | 母の母サンキスト 1944 青鹿毛 日本                             | *ミンドアー Mint d'Or                                         | Spearmint               | Spearmint        |
| 母 第四サンキスト 1956 鹿毛 日本                              | 母の母サンキスト 1944 青鹿毛 日本                             | *ミンドアー Mint d'Or                                         | Lady Orb                |                  |
| 母 第四サンキスト 1956 鹿毛 日本                              | 母の母サンキスト 1944 青鹿毛 日本                             | フロラヴァース                                                | *シアンモア             | *シアンモア      |
| 母 第四サンキスト 1956 鹿毛 日本                              | 母の母サンキスト 1944 青鹿毛 日本                             | フロラヴァース                                                | 第弐フロリスト F-No.3-l |                  |

- 母・第四サンキストの姉はガーネツト（1959年天皇賞（秋）、有馬記念優勝）。この系統からメイショウサムソン（2006年東京優駿などGI4勝）などを輩出している。
- 5代母フロリスト（競走馬名フロラーカツプ）は1924年の帝室御賞典・優勝内国産馬連合競走勝ち馬。
- さらに牝系を遡ると、小岩井農場の基礎輸入牝馬の1頭であるフロリースカツプにたどり着く。